# Protaetia obiensis
Protaetia obiensis är en skalbaggsart som beskrevs av Moser 1914. Protaetia obiensis ingår i släktet Protaetia och familjen Cetoniidae. Inga underarter finns listade i Catalogue of Life.